# Graphistemma
Graphistemma är ett släkte av oleanderväxter. Graphistemma ingår i familjen oleanderväxter.
Kladogram enligt Catalogue of Life:
| Graphistemma | \| \| Graphistemma liukiuense \| \| \| \| \| \| Graphistemma pictum \| \| \| \| |
|              | \| \| Graphistemma liukiuense \| \| \| \| \| \| Graphistemma pictum \| \| \| \| |
|              | Graphistemma liukiuense                                                         |
|              |                                                                                 |
|              | Graphistemma pictum                                                             |
|              |                                                                                 |